# Pteragogus cryptus
Pteragogus cryptus är en fiskart som beskrevs av Randall, 1981. Pteragogus cryptus ingår i släktet Pteragogus och familjen läppfiskar. IUCN kategoriserar arten globalt som livskraftig. Inga underarter finns listade i Catalogue of Life.